# Nimasia brachyura
Nimasia brachyura là một loài bướm đêm trong họ Noctuidae.